# Tjatschiw
Tjatschiw (ukrainisch Тячів; russisch Тячев Tjatchew, ruthenisch Тячево, ungarisch Técső, rumänisch Teceu Mare, slowakisch Ťačovo oder Ťačová, jiddisch טעטש Tejtsch, deutsch Großteutschenau) ist eine Stadt in der Oblast Transkarpatien in der Westukraine am Fluss Theiß. Sie ist das Verwaltungszentrum des Rajon Tjatschiw.

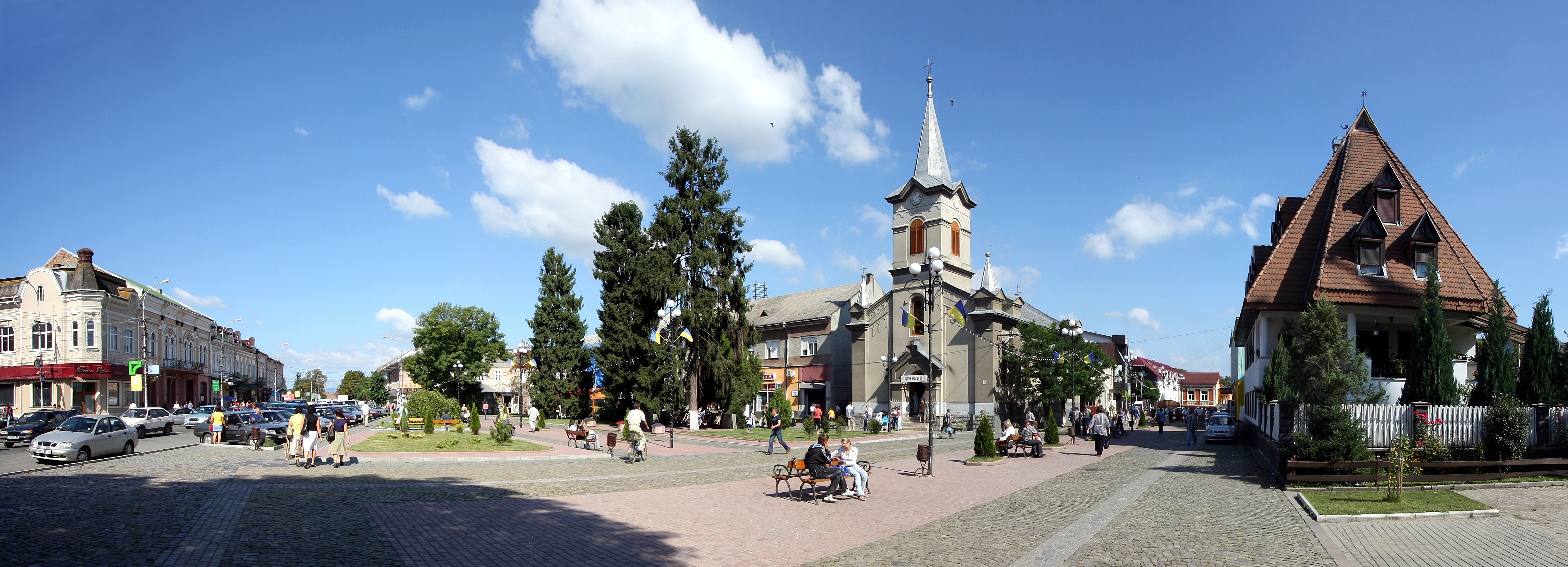
Panoramaaufnahme des Zentrums

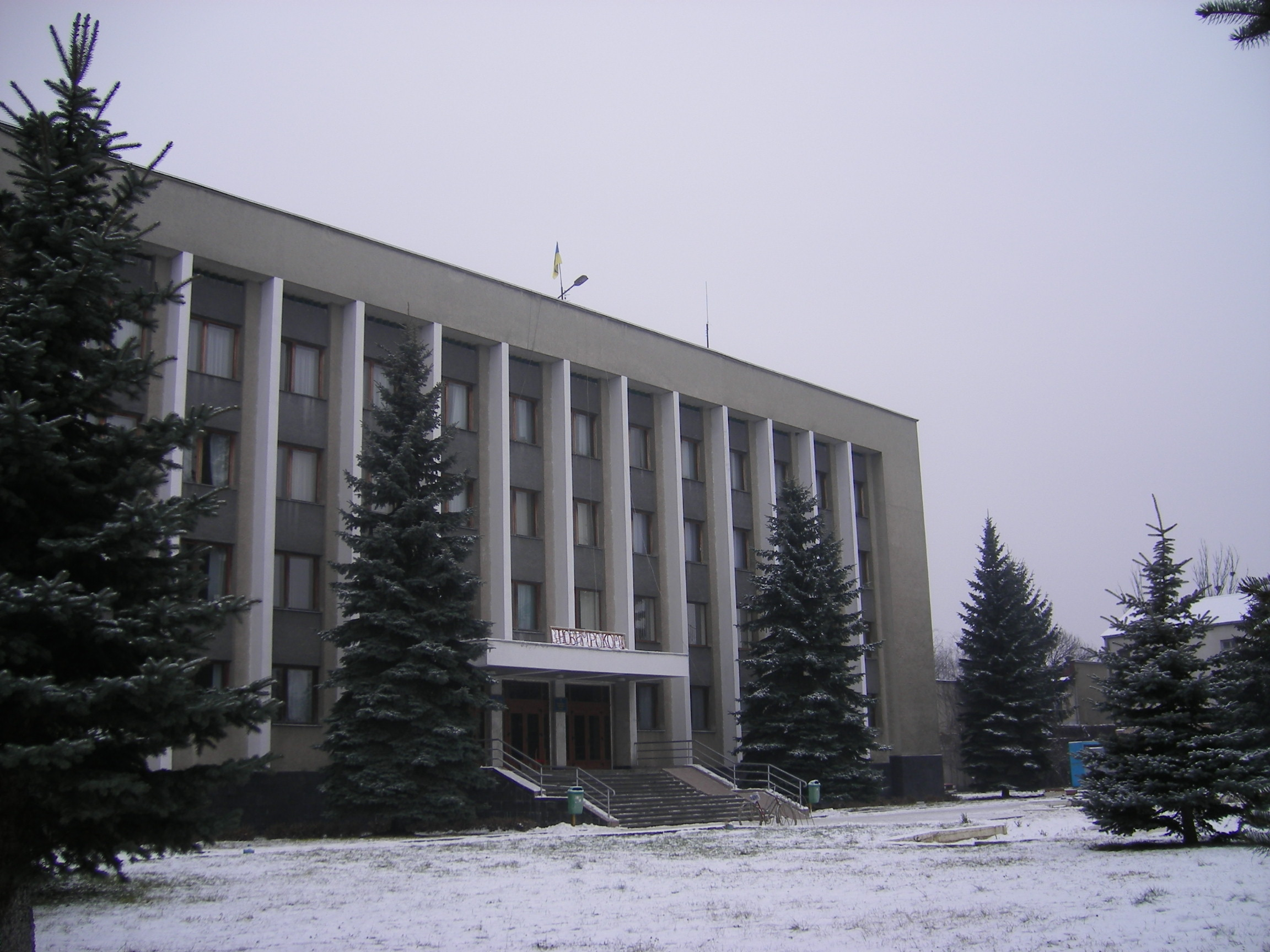
Haus der Rajonsverwaltung im Ort

## Verwaltung
Am 21. August 2015 wurde die Stadt zusammen mit vier umliegenden Dörfern zum Zentrum der neu gegründeten Stadtgemeinde Tjatschiw (Тячівська міська громада Tjatschiwska miska hromada). Bis dahin bildete die Stadt zusammen mit dem Dorf Tjatschiwka die gleichnamige Stadtratsgemeinde Tjatschiw (Тячівська міська рада/Tjatschiwska miska rada).
Folgende Orte sind neben dem Hauptort Tjatschiw ein Teil der Gemeinde:
| Name                     | Name        | Name                         | Name                   | Name      | Name    |
| ukrainisch transkribiert | ukrainisch  | russisch                     | slowakisch             | ungarisch | deutsch |
| ------------------------ | ----------- | ---------------------------- | ---------------------- | --------- | ------- |
| Lasy                     | Лази        | Лазы                         | (Libáň, Láz)           | Láz       | -       |
| Okruhla                  | Округла     | Округла (Okrugla)            | Okrouhlá, Kerekheď     | Kerekhegy | -       |
| Ruske Pole               | Руське Поле | Русское Поле (Russkoje Pole) | Ruské Pole, Urmezijovo | Úrmező    | -       |
| Tjatschiwka              | Тячівка     | Тячевка (Tjatschewka)        | (Malé Ťačovo)          | Kistécső  | -       |

## Geschichte
Der Ort wurde 1329 zum ersten Mal schriftlich als Thechew (Teutschau) erwähnt, die Namensbildung deutet darauf hin, dass der Ort im 11. Jahrhundert als Gründung von deutschen Siedlern entstand. Er war bis 1919 Teil des Komitats Máramaros im Königreich Ungarn. Anschließend wurde er Teil der Tschechoslowakei, wurde aber ab 1939 wieder durch Ungarn annektiert. Nachdem die Rote Armee die Region im Herbst 1944 erobert hatte, war der Ort wieder Teil der Tschechoslowakei, kam aber 1946 offiziell zur Sowjetunion. Am 30. Mai 1947 wurde Tjatschiw der Status einer Siedlung städtischen Typs verliehen, 1961 erhielt sie das Stadtrecht.
Die Einwohnerzahl betrug 2001 zirka 9.800, 2004 schon etwa 11.000.

## Söhne und Töchter der Stadt
- Robert Doerr (1871–1952), Mediziner

## Städtepartnerschaften
- Butscha, Ukraine
- Nagykálló, Ungarn
- Jászberény, Ungarn
- Kazincbarcika, Ungarn
- Vác, Ungarn
- Negrești-Oaș, Rumänien
- Bardejov, Slowakei